# コノン (アテナイ)

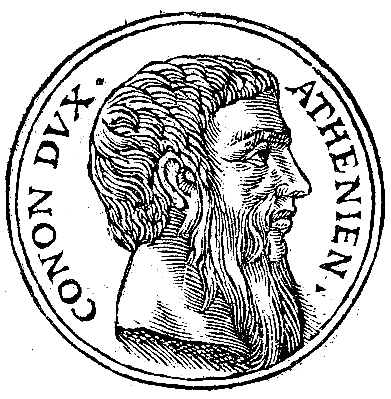
Promptuarii Iconum Insigniorum "より

コノン(希：Κόνων、ラテン語表記：Conon、前444年頃-前392年）は、アテナイの提督。

## 生涯
富裕な名門の出身で、前414年からコリントス湾口の要地ナウパクトスに駐在する戦隊を指揮して以来、各地を転戦。前406年に監視所を置いていたメテュムナの救援に向かったがスパルタのカリクラティダスの艦隊に追われミュテイレネで包囲網を突破し、アルギヌサイの海戦に参加。前405年にアイゴス・ポタモイでスパルタのリュサンドロスに敗れ、キュプロス王エウアゴラスのもとに逃れた。歴史家のネポスによるとアイゴスポタモイの戦いにコノンは居合わさず、もし軍事に精通した彼がいたならばあのような災いに陥ることはなかっただろうと当時のアテネの人びとは疑わなかったという。
アテナイが包囲されていると聞いてペルシア人で小アジア総督のパルナバゾスのもとに身を寄せ、パルナバゾスの政敵であるティッサペルネスを「ペルシア王アルタクセルクセスに背いてスパルタ人と結託している」として書面で弾劾したことにより、王が心を動かしティッサペルネスを敵と宣言しスパルタとの戦争を決意させることになった。前400年にスパルタとペルシアとが戦争状態に入ると彼はペルシアを助け、前394年にスパルタ海軍をクニドスに破った。その後、島嶼と沿岸の諸ポリスを回航しスパルタの統監たちを追放した。パルナバゾスとともにスパルタに遠征し、翌年にアテナイに帰国してパルナバゾスに出させた資金でリュサンドロスに破壊された城壁を再建。前392年にスパルタがペルシアに接近するのに対抗し、ペルシアの将軍ティリバゾスのもとに使節として派遣された。ところがペルシア王に無断でスパルタ側に寝返ったティリバゾスによって、逗留していたサルディスで捕えられ、逃れたが間もなく死んだ。